# Alib.ru
Alib.ru (Алиб.ру) — российский букинистический сайт, предлагающий услуги по поиску, покупке и продаже книг. На сайте можно купить книгу, разместить объявление о розыске книги, а после регистрации и оплаты — предложить свои книги на продажу. Сайт был создан 17 октября 1999 года и стал наиболее известным российским букинистическим сайтом. На 1 января 2021 года пользователями сайта было выставлено на продажу около 4 миллионов книг и другой печатной продукции. По информации сайта, с 2003 года заказано около 6,7 миллионов книг. По информации сайта, на нём зарегистрированы продавцы книг из разных стран: России, Белоруссии, Болгарии, Великобритании, Германии, Грузии, Израиля, Казахстана, Латвии, Молдавии, Польши, США, Украины и Эстонии.
На Украине работает сайт Alib.com.ua.